# 新城東站
新城東站是广佛地铁在佛山一端的终点站，位于中國广东省佛山市顺德区乐从镇佛山新城東部，裕和路百合道路口地底。车站于2016年12月28日随广佛线魁奇路至新城東段正式开通運營而启用。

## 車站結構

### 車站樓層
本站共有兩層。地面為裕和路、百順道，小涌村以及其它建築；地下一層為站厅；地下二層為廣佛地鐵月台。
| 地下一层 | 站厅               | 售票機、客服中心、商店、警务室、安检设施 |  |  |
| 地下二层 | 1 站台             | █广佛线 沥滘方向（下站：东平）           |  |  |
|          | 岛式站台（卫生间） |                                          |  |  |
|          | 2 站台             | █广佛线 终点站台                         |  |  |

### 站厅
新城東站站厅北侧被划分为收费区。收费区内设有一台专用电梯、楼梯和多组扶手电梯供乘客前往车站月台。
本站目前设有便利店及自动售卡/充值机。

### 月台
本站設有一個島式月台，位於裕和路地底。本站的卫生间设于月台东端。
另外本站的月台東端設有一組雙存車線，目前广佛地铁所有列車皆使用該組存車線进行站后折返。而在正線末端預留延伸的條件。在早晚高峰過後及晚上收車前夕，部分列車在2號月台清客後會退出服務，然後折返至1號月台開出，沿途不停站返回夏南车辆段。屆時1號月台亦會發出廣播，提醒乘客不能上車。

### 出入口
新城東站目前共设有2个出入口，分别為C及D出入口。
|                                           |                                                       |      |          |                                                      |
| 編號                                      | 设施                                                  | 照片 | 出口指示 | 建議前往的目的地                                     |
| C                                         | 盲道标志 · 扶手电梯标志                               |      | 裕和路   | 百順道、荷岳路、富华路、百合道、新城东地铁站公交车站 |
| D                                         | 盲道标志 · 升降机标志 · 无障碍通道标志 · 扶手电梯标志 |      | 裕和路   | 新城东地铁站D出口公交车站                            |
| 註： 設有 \| 設有 \| 設有 \| 設有扶手電梯 |                                                       |      |          |                                                      |

## 接驳交通
| 公交 \| 编号 \| 编号 \| 线路 \| 线路 \| 线路 \| 收费 \| 运营商 \| 备注 \| \| ---- \| ------ \| -------------------- \| ---- \| ---------------------- \| ----- \| ----------------- \| ---- \| \| \| 330G19 \| 东平广场交通枢纽站 \| ⇆ \| 南区公园公交枢纽站 \| 2–4元 \| 顺德鸿运 \| \| \| \| 344 \| 沙滘医院 \| ⇆ \| 保利东湾北 \| 2元 \| 顺德鸿运 \| \| \| \| 802 \| 新福港鼎峰公交枢纽站 \| ⇆ \| 广教工业路 \| 2–4元 \| 佛汽公交 顺德鸿运 \| \| \| \| 932 \| 君兰河堤公园 \| ⇆ \| 市妇幼保健院公交首末站 \| 2–4元 \| 顺德鸿运 \| \| \| \| 981 \| 东平广场交通枢纽站 \| ⇆ \| 杏坛客运站 \| 2–5元 \| 顺汽公交 \| \| |        |                      |      |                        |       |                   |      |
| 编号 | 编号   | 线路                 | 线路 | 线路                   | 收费  | 运营商            | 备注 |
| | 330G19 | 东平广场交通枢纽站   | ⇆    | 南区公园公交枢纽站     | 2–4元 | 顺德鸿运          |      |
| | 344    | 沙滘医院             | ⇆    | 保利东湾北             | 2元   | 顺德鸿运          |      |
| | 802    | 新福港鼎峰公交枢纽站 | ⇆    | 广教工业路             | 2–4元 | 佛汽公交 顺德鸿运 |      |
| | 932    | 君兰河堤公园         | ⇆    | 市妇幼保健院公交首末站 | 2–4元 | 顺德鸿运          |      |
| | 981    | 东平广场交通枢纽站   | ⇆    | 杏坛客运站             | 2–5元 | 顺汽公交          |      |

## 历史
本站在规划阶段被称作小涌站，后经佛山新城有关部门建议，车站于2012年6月定名为新城东站。
车站于2012年10月1日开始施工。车站主体结构于2014年4月28日完工，同年12月2日通过工程验收。
2016年12月28日，本站随广佛地铁二期开通而正式启用。

## 未來發展
未來包括本站在內的新城東—世紀蓮一段將拆離廣佛地鐵，並向兩端延伸形成佛山地鐵6號線獨立運營。該線落實並建成之後，本站在未來將會改為佛山6號線的中途站，不再屬於廣佛线。